# Divči
Divči – wieś w Słowenii, w gminie Komen. W 2018 roku liczyła 45 mieszkańców.